# Královská belgická hokejová federace
Královská belgická hokejová federace (nizozemsky Koninklijke Belgische Ijshockey Federatie, francouzsky Fédération Royale Belge de Hockey sur Glace, anglicky Royal Belgian Ice Hockey Federation) je národní hokejovou federací Belgie. Členem IIHF je od 8. prosince 1908 (je zakládajícím členem). Jejím nynějším prezidentem je Pascal Nuchelmans.
V současnosti[kdy?] je v Belgii okolo 1750 registrovaných hráčů, z toho okolo 750 v kategorii mužů a okolo 900 hráčů v kategorii juniorů. Registrováno je rovněž kolem 100 žen. K dispozici je 19 krytých hřišť.
Mužská belgická hokejová reprezentace se zúčastňuje mistrovství světa v ledním hokeji, v roce 2009 obsadila ve skupině B Divize II 2. místo. V roce 2008 byla na žebříčku IIHF na 34. místě. Ženská hokejová reprezentace byla v témže roce na 24. místě.